# Håkan Östlundh
Håkan Östlundh (* 1962 in Uppsala) ist ein schwedischer Schriftsteller, Drehbuchautor und Journalist. Seine Werke werden in mehreren Ländern veröffentlicht. In Deutschland ist Östlundh vor allem bekannt durch die Thriller-Trilogie mit dem „Propheten“ Elias Krantz.

## Leben
Der in Uppsala geborene Håkan Östlundh wuchs nach dem Umzug der Eltern 1965 im Stockholmer Vorort Sollentuna auf. Nach dem Abitur 1981 zog er nach Stockholm und begann dort als freier Journalist zu arbeiten, unter anderem für die Tageszeitung Dagens Nyheter. Östlundh war Hauptautor der 1998–1999 im schwedischen Fernsehen und danach in über 50 Ländern ausgestrahlten TV-Zeichentrickserie De tre vännerna ... och Jerry. Bis 2008 folgten weitere Fernsehproduktionen.
Als Buchautor debütierte Östlundh 1981 mit einem Jugendroman. Vier Jahre später erschien der erste Erwachsenenroman. 2004 schaffte der Autor den Durchbruch mit einem auf der Insel Gotland angesiedelten Kriminalroman um den Polizisten Fredrik Broman. Es folgten sechs weitere. Von 2018 bis 2021 veröffentlichte der Stockholmer Polaris Verlag die „Propheten-Trilogie“, eine Thriller-Reihe mit dem Studenten Elias Krantz als Protagonisten.
Östlundhs Bücher wurden bereits in über zehn Sprachen übersetzt. Die deutschen Ausgaben erscheinen seit 2009 im Piper Verlag und im Goldmann Verlag. Die Übersetzerin Katrin Frey überträgt auch Werke von Camilla Läckberg, Elsie Johansson und Stefan Ahnhem ins Deutsche.
Der Autor ist mit der Buchgestalterin Lotta Kühlhorn verheiratet, die auch die Buchumschläge seiner Bücher gestaltet. Das Paar hat drei Söhne.

## Publikationen (Auswahl)
- 1985 Sommarsnö
- 1986 Infödingar
- 2010 Jag ska fånga en ängel
- 2016 Till Sara, sedan bränns allt!
- 2020 Slummer, zusammen mit Lena Ollmark

Broman-Serie
- 2004 Släke
- 2005 Dykaren
- 2006 Terror
- 2008 Blot (deutsch 2009: Gotland)
- 2011 Inkräktaren (deutsch 2012: Nordwind)
- 2012 Laglöst land
- 2014 Män ur mörkret (deutsch 2015: Sterbensstille)

Propheten Trilogie
- 2018 Profetens vinter (deutsch 2021: Der Winter des Propheten)
- 2019 Den falska profeten (deutsch 2021: Die Stunde des Propheten)
- 2021 Profetens sista död (deutsch 2021: Die Nacht des Propheten)

## Drehbücher
- 1998–1999 De tre vännerna ... och Jerry (deutsch: Drei Freunde ...und Jerry), schwedisch-britisch-deutsche TV-Zeichentrickserie. Idee: Magnus Carlsson. 39 Episoden à 24 Minuten.[5] Ausgezeichnet mit dem TV-Preis „Guldgadden“.
- 1999–2001 Sjätte Dagen (Storyline), schwedische TV-Dramaserie mit Charlotta Jonsson und Dag Malmberg in den Hauptrollen
- 2003–2004 Creepschool (deutsch: Die Gruselschule), schwedisch-französisch-kanadisch-deutsche TV-Zeichentrickserie. Idee: Torbjörn Jansson. 26 Episoden à 23 Minuten
- 2008 Höök (2. Staffel), schwedische TV-Krimiserie mit Cecilia Ljung und Anna Pettersson in der Hauptrolle der Eva Höök